# 李国文 (作家)
李国文（1930年8月24日—2022年11月24日），男，上海人，籍贯江苏盐城，中国作家，中国共产党党员，曾任中国作家协会理事。毕业于南京戏剧专科学校和华北人民革命大学。

## 生平
1930年，李国文出生在上海市。
1947年，李国文考入南京戏剧专科学校，1949年毕业。大学毕业之后，李国文去了北京，进入华北人民革命大学读书。
1950年，朝鲜战争爆发，李国文跟着中国人民解放军进入朝鲜在文工团担任写作组长。抗美援朝战争结束之后，李国文回到北京，担任中国铁路总工会宣传部的一名编辑。
1957年7月，李国文发表短篇小说《改选》于《人民文学》，被划分为“右派分子”，下放铁路工地劳动改造。
20年后，李国文重新发表作品，那是正值1976年华国锋、叶剑英一举粉碎“四人帮”。
1978年，李国文进入中国铁路文工团。1982年，李国文加入中国作家协会。1983年，李国文加入中国共产党。
2022年11月24日1时30分，李国文在北京市逝世，享年93岁。

## 主要作品

### 长篇小说
- 《冬天里的春天》上下册1981年人民文学出版社
- 《花园街五号》1983年北京出版社

### 中短篇小说
- 《改选》1957年7月《人民文学》；
- 《月食》1980年3月《人民文学》；《车到分水岭》1980年6月《人民文学》
- 《第一杯苦酒》1982年、*《危楼纪事》1984年、《空谷幽兰》
- 《没意思的故事》、*《电梯谋杀案》、*《世态种种》

### 散文随笔
- 《莎士比亚传》1992年、《骂人的艺术》1993年、*《淡之美》1996、
- 《红楼非梦》1997年、《闲话三国》1997年、《楼外谈红》2003、《大雅村言》2004年、
- 《中国文人的非正常死亡》2004、《中国文人的活法》2004、*《天下文人》2009年
- 《说唐》2012年、*《说宋》2012年、*《说明》2016年、*《说清》2016年。

### 评三国
- 《李国文评点三国演义》（共三册）1994漓江出版社，
- 《李国文新评三国演义》（共三册）2006作家出版社，
- 《李国文评点三国演义》（上下册）2012中华书局，
- 《李国文说三国演义》（共3册）上卷《世事成败》，中卷《萧萧故垒》，下卷《星落秋风》，2017万卷出版公司。
- 《李国文陪读三国演义》（全3册）2019四川文艺出版社。

### 文集
《李国文文集》共17卷，2012年人民文学出版社（长篇小说2卷，系列小说2卷，中短篇小说3卷，散文2卷，随笔8卷）。

## 奖项
- 1980年，《月食》荣获第三届全国优秀短篇小说奖。
- 1982年，《冬天里的春天》荣获第一届茅盾文学奖。
- 1984年，《危楼纪事》荣获第四届全国优秀短篇小说奖。
- 2002年，《大雅村言》荣获第二届鲁迅文学奖。